# متحف أمانة مدينة جدة
متحف أمانة مدينة جدة من المتاحف التاريخية التي أُقيمت في مدينة جدة.

## موقع المتحف
يقع المتحف في شارع الملك عبد العزيز بمنطقة البلد، وقد تم افتتاحه في 19 /9 /1411هـ على شرف الأمير ماجد بن عبد العزيز رحمهُ الله.

## الجهة التابع لها
وزارة الشؤون البلدية والقروية بمدينة جدة.

## محتويات المبنى
أُقيم المتحف في مبنى يمثل العمارة التقليدية لمدينة جدة، ويضم في جنباته المجلس البلدي القديم المصنوع من الخشب بطريقة تقليدية، وللمبنى أكثر من مائة عام على بنائه ومكون من ثلاثة طوابق.

## أهمية المتحف
- الحفاظ على الحضارة والتراث وأصالة الماضي لبناء الحاضر وتطويره وبناء مستقبل مشرق
- إظهار ثقافة وحضارة البلاد وارتفاع الحس الفني بها منذ عهد بعيد
- إعطاء الفرصة للأجيال القادمة لمعرفة حضارتها الحقيقية وتهيئتها للحفاظ عليها والاعتزاز بها
- جذب الزوار إليها لمشاهدة حضارة وتقاليد مدينة جدة من الزمن القديم
- السماح للباحثين لرؤية ما لدى المملكة من تاريخ دون زيادة أو نقصان.[4]

## انظر ايضاً
- مدينة جدة
- متحف عبدالرؤوف خليل
- قائمة متاحف السعودية